# Adjectif indéfini
En grammaire, un adjectif indéfini s'oppose à l'article défini et est une sous-catégorie de déterminant indéfini, ajoutant à l'actualisation du nom noyau, un caractère incertain, imprécis, vague.
La catégorie des adjectifs indéfinis est un ensemble dont les frontières sont assez floues. On distingue canoniquement, les adjectifs indéfinis au sens strict, sous forme de mots simples, et les adjectifs indéfinis, sous forme de locutions, appelés quantificateurs.
Certains grammairiens vont jusqu'à leur associer les adjectifs numéraux cardinaux.
Dans la catégorie des pronoms, le correspondant de l'adjectif indéfini est le pronom indéfini.
Le présent article ne traitera que des adjectifs indéfinis au sens strict (les seuls dont on puisse dresser une liste complète).

## Morphologie
L'adjectif indéfini s'accorde normalement en genre et en nombre avec le nom noyau qu'il détermine. Les adjectifs indéfinis proprement dits (ou adjectifs indéfinis simples), sont les suivants :
- Aucun
  - Singulier : aucun (masculin) ; aucune (féminin).
  - Pluriel [archaïsme] : aucuns (masculin) ; aucunes (féminin).
  - Ex : Je n'ai reçu aucune lettre aujourd'hui donc aucuns travaux ne seront réalisés.

- Autre
  - Singulier : autre
  - Pluriel : autres
  - Ex : Nous parlerons de tout cela une  autre fois.

- Certain
  - Singulier : certain (masculin) ; certaine (féminin).
  - Pluriel : certains (masculin) ; certaines (féminin).
  - Ex : Certains jours, il est très déprimé.

- Chaque
  - Singulier : chaque (forme épicène).
  - Pas de pluriel.
  - Ex : Chaque semaine, il va faire son marché.

- Différents
  - Pas de singulier.
  - Pluriel : différents (masculin) ; différentes (féminin).
  - Ex : Il existe différentes variétés de fraises.

- Divers
  - Pas de singulier.
  - Pluriel : divers (masculin) ; diverses (féminin).
  - Ex : Divers éléments m'ont intrigué dans cette affaire.

- Maint
  - Singulier [archaïsme] : maint (masculin) ; mainte (féminin).
  - Pluriel : maints (masculin) ; maintes (féminin).
  - Ex : Je le lui ai dit maintes fois.

- Même
  - Singulier : même (forme épicène).
  - Pluriel : mêmes (forme épicène).
  - Ex : Ne refaisons pas la même bêtise.

- Nul
  - Singulier : nul (masculin) ; nulle (féminin).
  - Pluriel [archaïsmes] : nuls (masculin) ; nulles (féminin) .
  - Ex : Nulle ombre au tableau : tout s'est bien passé.

- Plusieurs
  - Pas de singulier.
  - Pluriel : plusieurs (forme épicène).
  - Ex : Il y a plusieurs jours que je ne l'ai vu.

- Quelconque
  - Singulier : quelconque (forme épicène).
  - Pluriel : quelconques (forme épicène).
  - Ex : Prenez une quelconque feuille de papier et pliez-la en deux.

- Quelque
  - Singulier archaïsme : quelque (forme épicène).
  - Pluriel : quelques (forme épicène).
  - Ex : Encore quelques jours et nous serons en vacances.

- Tel
  - Singulier : tel (masculin) ; telle (féminin).
  - Pluriel : tels (masculin) ; telles (féminin).
  - Ex : Avec de telles prédispositions, il ne pouvait que réussir.

- Tout
  - Singulier : tout (masculin) ; toute (féminin).
  - Pluriel : tous (masculin) ; toutes (féminin).
  - Ex : Tous les hommes sont mortels.

Remarques :
- Concernant le genre, si la plupart des adjectifs indéfinis portent la marque du féminin, d'autres restent invariables en genre (formes épicènes) : « autre, chaque, même, plusieurs, quelconque, quelques ».

- Concernant le nombre, on pourra faire les observations suivantes.
  - certains adjectifs indéfinis ne possèdent que la forme du singulier : chaque, ou ne sont généralement plus utilisés qu'au singulier : aucun(e)[1].
  - d'autres, à l'inverse, n'ont que des formes plurielles : différent(e)s, divers(es), plusieurs.

## Syntaxe

### Généralités
- Lorsqu'un adjectif indéfini se retrouve placé après le nom, ou bien, en fonction d'attribut, ou encore, apposé, on peut l'analyser comme un adjectif qualificatif : 
  - Différents objets. Des objets différents. Ces objets sont assez différents. : L'adjectif « différents » est indéfini dans le premier exemple, mais qualificatif dans les deux derniers.

- Les adjectifs indéfinis « aucun » et « nul » doivent toujours être accompagnés de la négation : 
  - Aucun mauvais élève ne réussira. Nulle ombre n'est venue ternir ce tableau idyllique.

### Combinaisons avec d'autres déterminants
Certains adjectifs indéfinis ne peuvent habituellement s'employer que seuls devant le nom-noyau : « chaque, divers, nul, maints, plusieurs… »
- D'autres peuvent s'employer tantôt seuls, tantôt combinés avec d'autres déterminants : « aucun, certain, différents, quelques, tel, tout… » : 
  - Certaines autres personnes… Tous les quatre jours…

- Les derniers, enfin, ne peuvent habituellement s'employer que combinés avec d'autres déterminants : « autre, même, quelconque… »

- Lorsqu'un adjectif indéfini est combiné avec d'autres déterminants, il est habituellement considéré comme un déterminant secondaire ; dans ce cas, il n'est pas en première position, sauf s'il s'agit de l'adjectif « tout ».

### Cas particulier de l'adjectif «tout»
La principale particularité de l'adjectif « tout » est qu'il n'a pas exactement le même sens au singulier qu'au pluriel. Par ailleurs, en cas de pluralité de déterminants, « tout » est toujours en première position, au singulier comme au pluriel.

#### Adjectif «tout» au singulier
- Employé sans article, l'adjectif indéfini « tout/toute » équivaut souvent à « chaque », « n'importe quel » : 
  - Tout flatteur vit aux dépens de celui qui l'écoute. Toute histoire a une fin.

- Il peut également signifier « seul », mais dans ce cas, certains grammairiens considèrent qu'il n'est pas adjectif indéfini, mais simple adjectif qualificatif : 
  - Le mendiant avait un chien pour tout compagnon.

- Suivi d'un article et d'un nom collectif, il signifie alors « dans son entier » : 
  - Tout l'orchestre s'est mis à jouer. Toute la vaisselle est cassée.

#### Adjectif «tout» au pluriel
Au pluriel, l'adjectif indéfini « tous/toutes » signifie « sans exception ».
- La plupart du temps il est immédiatement suivi de l'article « les » : 
  - Tous les hommes sont mortels. Toutes les rues sont barrées.

- Il s'emploie parfois sans article (surtout dans des expressions figées) : 
  - À tous égards. Toutes voiles dehors. S'enfuir à toutes jambes. En tous sens.